# HD 75086
HD 75086 è una stella gigante azzurra di magnitudine 6,21 situata nella costellazione della Carena. Dista 997 anni luce dal sistema solare.

## Osservazione
Si tratta di una stella situata nell'emisfero celeste australe. La sua posizione è fortemente australe e ciò comporta che la stella sia osservabile prevalentemente dall'emisfero sud, dove si presenta circumpolare anche da gran parte delle regioni temperate; dall'emisfero nord la sua visibilità è invece limitata alle regioni temperate inferiori e alla fascia tropicale. Essendo di magnitudine pari a 6,2, non è osservabile ad occhio nudo; per poterla scorgere è sufficiente comunque anche un binocolo di piccole dimensioni, a patto di avere a disposizione un cielo buio.
Il periodo migliore per la sua osservazione nel cielo serale ricade nei mesi compresi fra dicembre e maggio; nell'emisfero sud è visibile anche all'inizio dell'inverno, grazie alla declinazione australe della stella, mentre nell'emisfero nord può essere osservata limitatamente durante i mesi della tarda estate boreale.

## Sistema stellare
HD 75086 è un sistema multiplo formato da 4 componenti. La componente principale A è una stella di magnitudine 6,21. La componente B è di magnitudine 7,0, separata da 4,1 secondi d'arco da A e con angolo di posizione di 292 gradi. La componente C è di magnitudine 11,0, separata da 50,9 secondi d'arco da A e con angolo di posizione di 359 gradi. La componente D è di magnitudine 10,8, separata da 61,4 secondi d'arco da A e con angolo di posizione di 222 gradi.